# 銀川河東国際空港
銀川河東国際空港（ぎんせん かとう こくさいくうこう）は、中華人民共和国・寧夏回族自治区銀川市霊武市臨河鎮に位置する空港である。銀川市中心部から約19kmの黄河の近くにある。

## 沿革
- 1995年12月28日 : 中華人民共和国国務院と中央軍事委員会が空港建設計画を了承。
- 1997年9月 : 開港する。
- 2000年12月26日 : ボーディング・ブリッジが、使用開始。
- 2004年4月 : 空港管理が民航総局から寧夏機場集団に移管。
- 2004年10月 : 空港管理会社である寧夏機場集団が、陝西省機場管理集団公司（西安咸陽国際空港の管理会社）に吸収合併されることが決定。
- 2007年7月 : 香港線が就航。
- 2008年6月6日 : 新ターミナルビルが運用開始。旧ターミナルビルは国際線用として運用。
- 2008年10月29日 : 中国のPKO部隊が、コンゴ民主共和国のキンシャサに向けて出発。
- 2008年12月10日 : メッカへの巡礼のためのチャーター便が飛び立つ。
- 2013年7月23日 :民航局は銀川河東空港を銀川河東国際空港に変更することに同意する[1]。

## 就航路線

### 国内線
- 中国国際航空 : 北京/首都、済南、太原、成都
- 中国東方航空 : 北京/首都、上海/浦東、広州、西安
- 中国南方航空 : 北京/首都、広州、ウルムチ、西安、南京、長沙
- 海南航空 : 北京/首都、広州、青島、天津、太原、西安、海口
- 天津航空 : 天津、太原、武漢、鄭州、杭州
- 山東航空 : 済南、太原
- 上海航空 : 上海/浦東、上海/虹橋
- 深圳航空 : 深圳、西安
- 四川航空 : 昆明、成都
- 鯤鵬航空 : 西安
- 華夏航空 : 重慶
- 吉祥航空 : 上海/浦東
- 中国東方航空 : 香港 [2]、台北/桃園
- 中国南方航空 : 香港

### 国際線
- 四川航空 : ドバイ